# Ophiomastix variabilis
Ophiomastix variabilis är en ormstjärneart som beskrevs av Jean Baptiste François René Koehler 1905. Ophiomastix variabilis ingår i släktet Ophiomastix och familjen Ophiocomidae. Inga underarter finns listade i Catalogue of Life.